# Frères chasseurs
Les Frères chasseurs étaient une organisation paramilitaire clandestine créée à la suite de la défaite des Patriotes lors de la Rébellion de 1837. L'organisation avait pour objet la création d'une république indépendante au Bas-Canada, maintenant le Québec, la République du Bas-Canada.

## Organisation
Selon l'historien Gilles Laporte, l'inspiration de l'organisation qu'ils nommeront les Frères Chasseurs vient des loges maçonniques, alors fort très actives en Europe et aux États-Unis. Elle vise à unir les Canadiens, les Anglais, les Irlandais, les Écossais et les Américains des deux Canadas pour terminer la lutte contre l'Empire britannique. Cette société secrète est basée sur un modèle hiérarchique simple.
- Président de la République
- Grand Aigle
- Aigle commande 2 Castors
- Castor (capitaine) commande 6 Raquettes
- Raquette (caporaux) commande 9 Frères Chasseurs

## Serment d'initiation
« Je, …, de mon consentement et en présence du Dieu tout-puissant, jure solennellement d’observer les secrets, signes, mystères de la société dite des Chasseurs, de ne jamais écrire, peindre ou faire connaître d’une manière quelconque les révélations qui m’auraient été faites par une société ou une loge de Chasseurs; d’être obéissant aux règles et règlements que la société pourra faire, si cela se peut sans nuire grandement à mes intérêts, ma famille ou ma propre personne; d’aider de mes avis, soins, propriétés, tout frère chasseur dans le besoin, de l’avertir à temps des malheurs qui le menacent; tout cela, je le promets sans restriction et consens de voir mes propriétés détruites et d’avoir moi-même le cou coupé jusqu’à l’os. »

— Serment d'initiation des Frères Chasseurs
Afin d'encadrer ces novices, des officiers français formés aux méthodes de la Grande Armée de Napoléon sont recrutés tandis que des entraînements clandestins sont organisés dans les granges à travers tout le Bas-Canada, le mouvement chasseur restant très marginal au Haut-Canada. Des cérémonies d'initiation ont lieu un peu partout dans les campagnes pendant tout l'été 1838. Le serment est très clair et vise à impressionner les recrues.
«On bande d’abord les yeux du néophyte avant de le faire entrer dans une pièce où se trouvent trois initiés, dont au moins un doit obligatoirement avoir le grade de Castor. On fait alors s’agenouiller le candidat, qui doit répéter mot pour mot la formule du serment. Dès qu’il a terminé, on lui demande ce qu’il veut voir et pour répondre « La lumière ». « On lui retire alors son bandeau, et il constate qu’il est encadré par deux Chasseurs dont l’un tient un pistolet et l’autre une dague pointée vers sa tête, et aperçoit derrière eux une torche ardente, le tout symbolisant le sort qui l’attend s’il trahit la société. » 

## Histoire
Après l'échec de la première insurrection de 1837, Robert Nelson et ses partisans se sont réfugiés aux États-Unis. Ils y organisent deux invasions en 1838. Une première invasion du Bas-Canada est tentée le 28 février. Les six ou sept cents rebelles, commandés par les docteurs Côté et Nelson, quittent le Vermont dans le but de traverser la frontière. Arrivés au lieu de campement, situé à un mille de la frontière, les rebelles proclament Robert Nelson président de la République du Bas-Canada. 
Malheureusement pour les rebelles, le gouvernement américain, sous les pressions britanniques, a décidé de rester neutre et de ne pas permettre qu'une telle invasion utilise son territoire comme sanctuaire. Nelson et Côté sont donc refoulés à la frontière et arrêtés pour violation de la neutralité. Ils sont amenés en cour puis relâchés. À la suite de cette tentative d'invasion manquée, ils forment une organisation militaire du nom des Frères chasseurs. Nelson met aussi sur pieds un plan pour une insurrection prévue pour le 3 novembre 1838. Le plan d'action s'articule autour de différents camps qui doivent approvisionner les troupes en armes, rechercher un appui des États-Unis et développer des liens avec les rebelles du Haut-Canada. 
Le plan d'action est articulé en deux blocs. Premièrement, à travers la colonie, des camps doivent se former un peu partout afin d'y concentrer les Frères Chasseurs de leurs régions. Ces camps doivent être approvisionnés secrètement en arme avant le soulèvement. Ainsi concentrés, les rebelles doivent s'emparer des points d'appui britanniques aux alentours et attendre les secours du second bloc : une armée d'insurgés venant des États-Unis où ils s'étaient réfugiés après 1837. La date du soulèvement est prévue le 4 novembre 1838 afin d'empêcher l'Angleterre de dépêcher des renforts avant la fonte des glaces au printemps suivant.
La formation des camps se déroule comme prévu, mais le manque criant d'armes, interceptées par les patrouilles loyalistes à la frontière, empêche la majorité d'entrer en insurrection. Néanmoins, plusieurs entrent en action. Le camp de Saint-Constant fait courir la panique en s'attaquant aux maisons des loyalistes des alentours. Les Frères Chasseurs de Sainte-Martine combattent les miliciens loyalistes du Camp Baker avant de se replier vers le camp de Napierville. Ceux de Beauharnois sous le commandement de Chevalier de Lorimier s'emparent du Manoir Ellice et capturent un bateau à vapeur. Les patriotes de Châteauguay quant à eux tentent d'attirer les Iroquois à leur cause. Terrebonne, Montarville, Sorel, Saint-Athanase voient des concentrations importantes de rebelles s'effectuer. La principale base d'opérations reste néanmoins le camp de Napierville, où Charles Hindelang rassemble plus de 3 000 hommes en présence du Président lui-même: Robert Nelson.
Le soulèvement sera rapidement écrasé. En effet, le plan était fondé sur la capacité des révoltés à fournir en armes les camps de Frères Chasseurs qui se formeraient. Or, la frontière avec les États-Unis, d'où sont censées venir les armes, est peuplée d'anglophones loyalistes et dont la surveillance sera très efficace. Les armes ne venant pas, Nelson se résout à envoyer un détachement de ses rares hommes armés, environ 400, vers la frontière afin de passer de force et de ramener suffisamment d'armes pour lancer des opérations de plus grande envergure. Le 6 novembre, les patriotes remportent une victoire sur les milices loyalistes avant de tomber le 7 novembre dans une embuscade. Peu entraînés, les patriotes paniquent et se croient trahis. Ils sont dispersés. Rassemblant tous les combattants encore motivés qu'il a sous la main, Nelson décide alors de jouer quitte ou double et de porter ses efforts vers Odelltown afin de rétablir ses communications avec les États-Unis. Ses 700 hommes affrontent les miliciens loyalistes toute la journée du 9 novembre, sans arriver à prendre l'église où les volontaires loyalistes se sont retranchés. Vaincus, les Frères Chasseurs se replient vers le grand camp de Napierville. Ils y apprennent que Lord Colborne et le gros des forces britanniques, presque 5 000 hommes, arriveront le lendemain. Submergés par le nombre et sous-équipés, les patriotes ont conscience de n'avoir aucune chance et se dispersent avant l'arrivée du Vieux Brûlot.